# Бирлешть (Могош, Алба)
Бирлешть, Бирлешті (рум. Bârlești) — село у повіті Алба в Румунії. Входить до складу комуни Могош.
Село розташоване на відстані 298 км на північний захід від Бухареста, 30 км на північний захід від Алба-Юлії, 62 км на південний захід від Клуж-Напоки.

## Населення
За даними перепису населення 2002 року у селі проживали 130 осіб, усі — румуни. Усі жителі села рідною мовою назвали румунську.